# Gerhild Engels
Gerhild Engels (* 29. Juli 1949 in Kiel) ist eine deutsche Politikerin (Bündnis 90/Die Grünen); sie war für  Bremerhaven Mitglied der Bremischen Bürgerschaft.

## Biografie
Engels erlernte den Beruf einer Krankenpflegerin und war in Bremerhaven tätig.
Sie wurde Mitglied der Grünen und war in einem Ortsverein in Bremerhaven-Lehe aktiv. 1994 wurde sie in den Landesvorstand der Grünen gewählt. Von 1995 bis 1999 war sie Mitglied der 14. Bremischen Bürgerschaft und dort Mitglied verschiedener Deputationen, u. a. für Justiz/Gefängniswesen und für Gesundheit. Sie war justizpolitische Sprecherin ihrer Fraktion.
Engels war 2003 Spitzenkandidatin für die Stadtverordnetenwahl in Bremerhaven. Von 2003 bis 2011 war sie Mitglied in der Stadtverordnetenversammlung und stellvertretende Vorsitzende sowie baupolitische Sprecherin ihrer Fraktion. Die Glasbrücke vom Columbus-Center Richtung Weser lehnte sie dabei erfolglos ab und auch den neuen Flächennutzungsplan der Stadt. Bei einer Nordumgehungsstraße von Bremerhaven als Hafenanbindung sprach sie sich für eine nicht realisierte Trasse auf niedersächsischem Gebiet in Langen aus. Sie wirkte zudem in einem Fachbeirat für Frauenbelange mit.
Sie ist seit 1999 Mitglied im Betreuungs- und Erholungswerk (BEW) Bremerhaven.